# 松田憲之朗
松田 憲之朗（まつだ けんしろう、2000年5月1日 - ）は、京都府京都市出身のプロ野球選手（内野手）。右投右打。くふうハヤテベンチャーズ静岡所属。従兄弟に炭谷銀仁朗がいる。

## 経歴
京都市立醍醐小学校1年生の時、醍醐OUクラブで野球を始める。京都市立醍醐中学校では、京都洛北ボーイズでプレーした。
龍谷大学付属平安高等学校では1年秋から三塁手として試合に出場した。1年生ながら中軸を打ち近畿大会では4番を打った。2年夏の県大会では6試合で打率.368本塁打1本を記録しチームとして3年ぶりの決勝まで導いた。決勝では京都成章高等学校の最速146k/mの北山亘基から2長打を打つなどの活躍をした。2年秋から主将で4番遊撃手を務め12月の豪遠征では京都選抜として参加し木製バットながら18打数10安打本塁打4本22打点を記録する。3年夏の県予選でも打率.571・本塁打1を記録しチームを4年ぶりの優勝に導いた。本戦でも2回戦の八戸学院光星高等学校で3安打を放つなど活躍した。高校通算58本塁打。1学年上に岡田悠希、同級生に田島光祐、1学年下に中島大輔、2学年下に西川史礁がいた。
法政大学に進学したが、通算20試合で打率は.105と活躍できなかった。同級生に村上喬一朗、是澤涼輔がいた。
王子では主に代打として試合に出場した。
前年よりウエスタンリーグに参入したくふうハヤテベンチャーズ静岡のトライアウトに参加し、2024年12月16日に入団が発表された。背番号は20。